# Steve Owen (Footballspieler)
Stephen Joseph „Steve“ Owen (* 21. April 1898 in Cleo Springs, Oklahoma; † 17. Mai 1964 in Oneida, New York) Spitzname: Stout Steve, war ein US-amerikanischer American-Football-Spieler und -Trainer. Er spielte in der National Football League (NFL) unter anderem bei den New York Giants und war 23 Jahre lang der Head Coach dieses Teams.

## Leben
Owen wurde in einem Indianerreservat im Oklahoma-Territorium geboren. Oklahoma war zu diesem Zeitpunkt noch kein Bundesstaat der USA. Es zählte allerdings seit 1890 zum Hoheitsgebiet der USA. 1889 war das ursprüngliche Indianerland durch den US-Kongress zur Besiedelung freigegeben worden und die Eltern von Owen siedelten sich daraufhin in Oklahoma an. Während seine Mutter als Lehrerin arbeitete, betrieb sein Vater Landwirtschaft. Ursprünglich wollte der junge Steve Owen Jockey werden, da er allerdings schnell an Körpergröße und Gewicht zulegte, war ihm dieses Berufsziel verwehrt. Sein gedrungener Körperbau brachte ihm auch seinen Spitznamen ein. Owen besuchte in Enid die High School.
Steve Owen starb an einer Gehirnblutung. Owen ist auf dem Cleo Springs Cemetery in Cleo Springs beerdigt.

## Karriere

### Collegekarriere
Owen, der mittlerweile 1,89 m groß war und 107 kg wog, besuchte ab 1917 die Phillips University. Er spielte dort auch American Football. Zeitgleich arbeitete er auf einer Ranch. In den Jahren 1918 und 1919 wurde er aufgrund seiner Leistungen im Footballsport zum All-American gewählt. Um seinen Amateurstatus nicht zu verlieren, was unweigerlich seinen Ausschluss vom Collegesport zur Folge gehabt hätte, betätigte er sich unter einem Pseudonym als professioneller Ringer. Nach seinem Wehrdienst bei der U.S. Army arbeitete er für kurze Zeit als Arbeiter in der Ölindustrie.

### Profikarriere
1924 unterschrieb Owen einen Profivertrag bei den Kansas City Blues. Er spielte in der Offensive Line, sowohl als Guard, wie auch als Tackle. 1925 mussten die in Cowboys umbenannten Kansas City Blues ihren Spielbetrieb einstellen. Der Trainer der Mannschaft wechselte mit vielen Spielern nach Cleveland. Owen spielte jedoch nur einmal für die Cleveland Bulldogs, da die Cowboys für 500 US-Dollar die Rechte an Owen an die Giants abgegeben hatten. Nach seinem Spiel bei den Bulldogs spielte Owen kurzfristig bei den Hartford Blues, die 1925 noch nicht der NFL angehörten, bevor er sich letztendlich den Giants anschloss.
Owen entwickelte sich zu einem Führungsspieler des Teams aus New York City. Den Giants gehörten unter anderem die All-Pro-Spieler Joe Guyon, Pete Henry und Cal Hubbard an. Im Jahre 1927 gewannen die Giants die NFL Meisterschaft. Die Mannschaft der Giants lief dabei 11-mal als Sieger vom Platz. Vor der Saison 1931 betätigte sich Owen als Spielertrainer bei der Mannschaft. Nachdem er seine Spielerlaufbahn 1932 beendet hatte, lief er 1933 noch einmal für ein Spiel auf.

### Trainerlaufbahn
Owen war 23 Jahre lang der Trainer der Giants. Der Vertrag zwischen Owen und den Giants wurde nie schriftlich fixiert. Er basierte auf einem einfachen Handschlag und stillschweigendem Einverständnis.
Zeitgleich mit der Trainerverpflichtung von Owen konnten die Giants das spätere Mitglied der Pro Football Hall of Fame Mel Hein an die Mannschaft binden. Das Team von Owen wurde sukzessive mit weiteren All-Star-Spielern wie Ed Danowski, Ray Flaherty und Ken Strong verstärkt. Nachdem man im Jahr 1933 noch im Endspiel an den Chicago Bears mit 23:21 gescheitert war, konnten im folgenden Jahr die Bears im Endspiel mit 30:13 besiegt werden. Ein Jahr später zog man schließlich zum dritten Mal in das Endspiel ein und unterlag den Detroit Lions mit 26:7.
Im Jahr 1938 gewann Owen dann mit seiner durch Tuffy Leemans verstärkten Mannschaft seine zweite Meisterschaft als Trainer, zum ersten Mal mit der von ihm entwickelten A-Formation. Im Endspiel wurden die Green Bay Packers mit 23:17 besiegt. Bis 1953 gelang Owen mit seinem Team noch sechsmal der Einzug in das Endspiel. Ein Meisterschaftsgewinn war Owen allerdings nicht mehr beschieden.
Aufgrund einer schlecht verlaufenen Saison 1953 beendete Owen nach diesem Spieljahr seine Trainerlaufbahn. Er arbeitete zunächst als Scout für die Giants. Bevor er sich als Assistenztrainer von zwei Collegemannschaften betätigte. Ab 1955 war er zwei Jahre lang Assistenztrainer bei den Philadelphia Eagles. Von 1959 bis 1962 betätigte er sich in der Canadian Football League (CFL) als Head Coach. Nach einer Trainerstation in einer kurzfristigen existenten Konkurrenzliga der NFL beendete er 1963 endgültig seine Trainerkarriere um sich nochmals bei den Giants als Scout zu betätigen. Aufgrund seines Todes im Jahr 1964 war dieser letzte Karriereabschnitt allerdings nicht von langer Dauer.

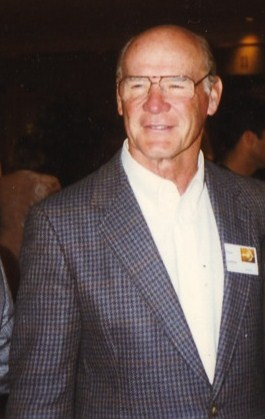
Tom Landry

Steve Owen galt als konservativer Trainer. Bevor er versuchte mittels eines riskanten Spielzuges einen Touchdown zu erzielen, verbuchte er lieber das sichere Field Goal auf der Habenseite seiner Mannschaft. Football war für ihn ein Kampfsport, bei dem der Erfolg durch harte körperliche Arbeit erkämpft werden musste. Neben Trainern wie Curly Lambeau, Jimmy Conzelman oder George Halas galt Owen aber auch als einer der innovativsten Trainer der frühen NFL Geschichte. Er führte zahlreiche Neuerungen in den Footballsport ein. Obwohl er als Spieler in der Regel in der Offense eingesetzt wurde, führte er zahlreiche verbesserte Abwehrtechniken und -taktiken ein. Aber auch die Offense der Giants profitierte von seinen neuen Ideen. So gewann er die Meisterschaft 1934 unter anderem mit einer Anzahl von verwirrenden Lateralpässen, die sich Ken Strong und Quarterback Harry Newman gegenseitig zuspielten. 1950 stieß mit Tom Landry ein Defensivspieler zur Mannschaft der Giants, der bereits als Spieler die Abwehrarbeit der Giants verbesserte und die heute noch übliche 4-3 Defense mit Hilfe von Owen entwickelte und in das Spiel der Giants einbrachte.
Steve Owen fand auf dem Saint Patrick Cemetery in Oneida seine letzte Ruhestätte.

## Ehrungen
Owen wurde dreimal zum All-Pro gewählt. Er ist Mitglied im NFL 1920s All-Decade Team und seit 1966 in der Pro Football Hall of Fame. Die Aufnahme in die Hall of Fame erfolgte posthum. Gleichfalls nach seinem Tode wurde er im Jahr 2000 in die Oklahoma Sports Hall of Fame aufgenommen. Seit 2010 ehren ihn die Giants auf dem New York Giants Ring of Honor.